# Dianópolis
Dianópolis är en kommun i Brasilien.   Den ligger i delstaten Tocantins, i den centrala delen av landet, 500 km norr om huvudstaden Brasília. Antalet invånare är 19 110.
Omgivningarna runt Dianópolis är huvudsakligen savann. Trakten runt Dianópolis är nära nog obefolkad, med mindre än två invånare per kvadratkilometer.